# グリーンライン (キプロス)

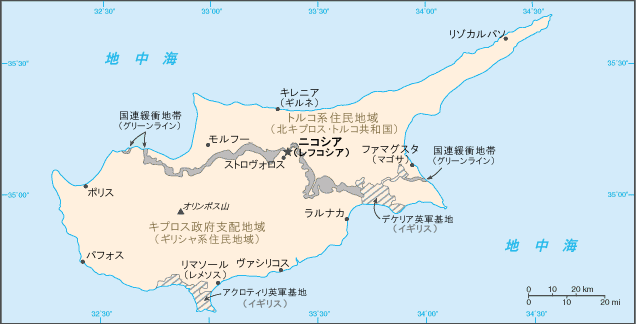
キプロスの地図。東西に横切る灰色の線がグリーンライン。

グリーンライン（Green Line）とは、キプロス島にある南部のギリシャ系住民が支配する地域と、分離独立を求めている北部のトルコ系住民との衝突を抑止するため、1974年に国際連合が引いた緩衝地帯（停戦ライン）の通称のことである。正式名称は「国際連合キプロス緩衝地帯（United Nations Buffer Zone in Cyprus）」。キプロスバリア、またはアッティラ・ライン（Attila Line）とも呼ばれている。

## 概要
全長300キロメートルに及ぶこの緩衝地帯は、トルコ系住民が北キプロス・トルコ共和国として分離独立を求めている北部の37%とキプロス共和国政府（ギリシャ系住民）が支配する南部を切り離しており、首都のニコシアもこの緩衝地帯によって分割されている。
グリーンラインは、コンクリート壁、有刺鉄線、監視塔、戦車障害（戦車でも越えられない幅広の溝や竜の歯）と地雷敷設区域から成り立っており、その部分は国際連合キプロス平和維持軍 (UNFICYP) によってパトロールがなされている。